# Хеегард, Поуль
Поуль Хеегард (дат. Poul Heegaard; 2 ноября 1871, Копенгаген — 7 февраля 1948, Осло) — датский математик, специализировавшийся в топологии; в 1910 году он стал профессором Копенгагенского университета, но вышел в отставку уже в 1918 году, став профессором в университете Осло; вышел на пенсию в 1941.

## Биография
Поуль Хеегард родился 2 ноября 1871 года в Копенгагене; с 1889 по 1893 год он учился в Копенгагенском университете под руководством Иеронима Цейтена. После окончания университета посетил Париж: визит — судя по собственным автобиографическим записям, обнаруженным в 1997 году — не удался, поскольку Хеегард не встретился с Анри Пуанкаре. После этого он отправился в Геттингенский университет, где начал работать с автором Эрлангенской программы Феликсом Кляйном; Хеегард изучал четырехмерные многообразия и их топологию, пытаясь лучше понять алгебраические функции двух переменных — для простоты он начал с трехмерных многообразий, которые стали основной областью его дальнейшей работы.
В своей диссертации от 1898 года Поуль Хеегард ввел разбиения Хегора в топологию трехмерных многообразий. После получения степени кандидата наук он стал учителем математики в кадетском училище — работал преподавателем до 1910 года. В 1907 году, совместно с Максом Деном, опубликовал обзорную статью «Analysis Situs» в Энциклопедии математических наук. В 1910 году Хеегард стал профессором в Копенгагенском университете — но вышел в отставку уже в 1918 году: в качестве причины ухода он заявил о перегруженности работой и о разногласиях с коллегами. В том же, 1918, году он стал профессором в университете Осло; вышел на пенсию в 1941 году. Являлся соучредителем Норвежского математического общества и одним из редакторов работ математика Софуса Ли. 7 февраля 1948 года Поуль Хеегард скончался в норвежской столице.

## Работы
- Forstudier til en topologisk Teori for de algebraiske Fladers Sammenhang, Thesis, 1898.
- Analysis Situs, Enzyklopädie der Mathematischen Wissenschaften, 1907.
- Lie, Sophus: Gesammelte Abhandlungen / hrsg. von dem Norwegischen mathematischen Verein durch Friedrich Engel und Poul Heegaard. — Leipzig : Teubner, 1927—1934.